# Grenadier (Georges Diebolt)
Pour les articles homonymes, voir Grenadier.
Le Grenadier est une statue de Georges Diebolt. Réalisée en 1856 pour l'ancien pont de l'Alma, à Paris, la statue se trouve, depuis la reconstruction de ce dernier, à Dijon.

## Description
La statue est installée à Dijon, dans le département de la Côte-d'Or, sur l'avenue du Premier-Consul, face au lac Kir.
L'œuvre représente Michel Lerasle, un grenadier de l'armée française au XIXe siècle, dont les traits ont inspiré le sculpteur.

## Histoire
La statue est commandée au sculpteur français Georges Diebolt lors de la construction du premier pont de l'Alma, à Paris, entre 1854 et 1856. Les deux piles sont décorées, côtés amont et aval, par une statue représentant quatre régiments de la guerre de Crimée : un zouave, un grenadier, un artilleur et un chasseur à pied. Le Zouave et le Grenadier sont exécutés par Diebolt, l'Artilleur et le Chasseur à pied par Auguste Arnaud.
Entre 1970 et 1974, à cause de son étroitesse et d'un tassement, le pont est totalement remplacé. Le nouveau pont de l'Alma ne comportant qu'une seule pile, seul le Zouave est conservé à son emplacement. Les trois autres statues sont déplacées : le Chasseur à pied dans le bois de Vincennes, le Grenadier à Dijon et l'Artilleur à La Fère. Le choix de Dijon s'explique car il s'agit de la ville natale de Diebolt.